# Herschel Heights
Die Herschel Heights sind eine Gruppe von Nunatakkern im Südwesten der Alexander-I.-Insel vor der Westküste der Antarktischen Halbinsel. Sie ragen südwestlich der Enceladus-Nunatakker und nahe dem Kopfende des Saturn-Gletschers auf.
Ihren östlichen Abschnitt fotografierte der US-amerikanische Polarforscher Lincoln Ellsworth am 23. November 1935 aus der Luft. Diese Luftaufnahmen dienten de US-amerikanischen Kartographen W. L. G. Joerg für eine Kartierung. Das UK Antarctic Place-Names Committee benannte ihn 1974 in Anlehnung an die Benennung des Mimas Peak und der Enceladus-Nunatakker nach dem aus Deutschland stammenden britischen Astronomen Wilhelm Herschel (1738–1822), Entdecker der Saturnmonde Mimas und Enceladus.